# پیونر ترودا
پیونر ترودا (به لاتین: Pioner Truda) یک منطقهٔ مسکونی در روسیه است که در سرزمین آلتای واقع شده‌است.